# Ćele
Ćele (szerbül: Ћеле), falu Bosznia-Hercegovinában, Bosanska krajina területén, Novi Grad községben, a Szerb Köztársaságban. 

## Fekvése
Bosznia-Hercegovina nyugati részén, Banja Lukától légvonalban 61, közúton 96 km-re északnyugatra, községközpontjától légvonalban 15, közúton 28 km-re délkeletre, a Japra jobb partján fekvő dombvidéken, 160 – 350 méteres tengerszint feletti magasságban fekszik. Több, kisebb faluból áll.

## Népessége
| Nemzetiségi csoport | Népesség 1991 | Népesség 2013 |
| ------------------- | ------------- | ------------- |
| Szerb               | 166           | 170           |
| Bosnyák             | 0             | 0             |
| Horvát              | 0             | 1             |
| Jugoszláv           | 0             | 0             |
| Egyéb               | 0             | 0             |
| Összesen            | 166           | 171           |

## Története
Az Ovan grad lelőhelyen és környékén előkerült régészeti leletek és ókori épületmaradványok tanúsága szerint ezen a területen már az őskortól egy nagyobb település állt, egy felette épített erődítménnyel. Az őskori erődöt a rómaiak tovább építették. Az itteni település jelentőségét a nagy területen található épületmaradványok és az épületek korszerű fűtési rendszere igazolja.
A térség 1537-ben Blagaj várának elestével került török kézre. A település 1878-ig tartozott az Oszmán Birodalomhoz, ekkor a berlini kongresszus határozata alapján az Osztrák-Magyar Monarchia része lett. A monarchia szétesésével 1918-ben előbb a Szerb-Horvát-Szlovén Királyság, majd 1929-től a Jugoszláv Királyság része. Jugoszlávia megszállása után a falu a Független Horvát Állam (NDH) része lett. 1945-től a település a szocialista Jugoszlávia része volt. A Bosznia-Hercegovinában zajló polgárháború idején a település a Boszniai Szerb Köztársaság része volt. A daytoni békeszerződést követő területfelosztásnál a település, Novi Grad község részeként a Szerb Köztársaság területéhez került. 

## Nevezetességei
- Ovan grad – őskori és római kori erőd maradványai egy hosszan elnyúló, meredek oldalú dombtetőn, melynek hosszúsága 260 méter, szélessége pedig 50 méter. Az erőd északi oldalát egy 10 méteres átmérőjű torony védte. A falmaradványokon belül sok építőanyag, félhenger alakú római tetőfedő cserép és téglatöredék került elő. Az erőd lábánál nagyméretű település terült el. Az őskori erődből mára semmi sem maradt.[4]

- Római település maradványai Ovan gradtól nyugatra. Az épületek romjai nagy területen kerültek elő használati tárgyak és az egykori központi fűtési rendszer maradványaival.[4]

- Szent Nedelja vértanú tiszteletére szentelt ortodox temploma.